# Langdarma
Ü Dumtsen (em tibetano: འུ་དུམ་བཙན་པོ།; Wylie: ´u dum btsan), também conhecido como Langdarma (གླང་དར་མ།,, Wylie: glang dar ma; 799 — 841) foi imperador do Império Tibetano e reinou reinou aproximadamente entre 838 e 841. As primeiras fontes o chamam de Tri Darma (rei Dharma). Sob seu governo o domínio do Império se estendeu além do Tibete para incluir a província Tang de Dunhuang e regiões vizinhas.

## Antecedentes
Ü Dumtsen foi o terceiro de cinco irmãos, filhos de Tride Songtsen. O mais velho, o príncipe Tsangma (Wylie: lha-sras gtsang-ma), fez os votos budistas. O segundo, Tritsuk Detsen, considerado um dos "três reis do Dharma" (além dele, Songtsen Gampo, Trisong Detsen) que incentivou o desenvolvimento do budismo no Tibete. Os dois irmãos mais novos Lhajé e Lhündrup morreram jovens. Tritsuk Detsen foi, de acordo com a tradição tibetana mais comum, assassinado por dois ministros seguidores da seita Bön, que então colocaram seu irmão antibudista, Ü Dumtsen, no trono.

## Reinado
De acordo com relatos tradicionais, durante os primeiros dois anos de seu governo, Langdarma permaneceu budista, mas sob a influência de Wégyel Toré (Wylie: dbas rgyal to re, também grafado Bah Gyetore), ele se tornou um seguidor da seita Bön.
O perfil anti-budista desse rei foi questionado por vários historiadores, principalmente Zuiho Yamaguchi.
O reinado de Langdarma foi atormentado por problemas externos. O Grão-Canato Uigur ao norte entrou em colapso devido à revolta do povo Yenisei Kyrgyz no ano 840 que passou a dominar o Canato e muitos refugiados uigures se deslocaram para o Tibete.  Fontes indicam que Langdarma teria reinado entre cinco a treze anos.

## Morte e fim do império
De acordo com relatos tradicionais, um eremita ou monge budista chamado Lhalung Pelgyi Dorje assassinou Langdarma em 842 ou 846. Sua morte foi seguida por uma guerra civil e a dissolução do império tibetano, levando à Era da fragmentação.
Afirma-se que Langdarma teve dois filhos: Tride Yumten, com sua primeira esposa e Namde Ösung com sua segunda esposa. Eles aparentemente competiram pelo poder, o primeiro governando sobre a área central do reino, e o outro governando sobre os territórios ocidentais, que mais tarde formaria o reino de Ngari Khorsun na atual província autônoma de Ngari.
Um dos netos de Langdarma, Kyidé Nyima Gön (Wylie: skyid lde nyi ma gon), conquistou Ngari no final do século X, embora seu exército contasse originalmente com apenas 300 homens. Kyidé fundou várias cidades e castelos e aparentemente ordenou a construção das esculturas principais em Shey. Shey, a apenas 15 km a leste da atual cidade de Lé, a antiga residência dos reis de Ladaque.